# تياغو بيزيرا
تياغو بيزيرا (17 فبراير 1987 ببرازيليا في البرازيل - ) هو لاعب كرة قدم برازيلي في مركز الهجوم يلعب حالياً في نادي الجبيل. لعب مع آلتاي إزمير وأضنة دمير سبور وأضنة سبور والنادي العربي وكارسياكا ونادي غاما ونادي لوفيرواز ونادي سي آر بي ونادي إيتوانو ونادي القادسية السعودي ونادي الخورو نادي السيلية ونادي سي إس فيزيه ونادي العروبة السعودي ونادي نيوم ونادي الجبيل.

## روابط خارجية
- تياغو بيزيرا على موقع اتحاد تركيا (لاعب) (الإنجليزية)
- تياغو بيزيرا على موقع Soccerway.com (الإنجليزية)
- تياغو بيزيرا على موقع عالم كرة القدم.نت (الإنجليزية)